# 콜린 잭슨
콜린 잭슨(Colin Ray Jackson, CBE, 1967년 2월 18일 ~ )은 영국 웨일스의 육상 선수이며, 110m 허들 세계 기록 보유자였다. 2회의 세계 육상 선수권 대회(1993, 1999)와 2회의 코먼웰스 게임(1990, 1994) 우승을 하였다.
카디프에서 자메이카인 아버지와 스코틀랜드인 어머니 사이에서 태어난 잭슨은 학교 시절에서 국가대표로 축구, 크리켓에서 활약하였고, 학교에서는 럭비와 농구를 하였다.
콜린 잭슨은 19세의 나이로 1986년 스코틀랜드 에든버러에서 열린 코먼웰스 게임에 국제 데뷔하여 110m 허들 은메달을 땄다. 그는 1987년 세계 육상 선수권 대회에서 동메달, 1988년 서울 올림픽에서 은메달을 획득하며 세계적으로 이름을 알렸다. 1989년 IAAF 실내 육상 선수권 대회에서 60m 허들 2위를 한 후에 1990년 유럽 선수권 대회와 코먼웰스 게임에서 금메달을 획득하였다.
1992년 바르셀로나 올림픽에서는 부상으로 인하여 결승전에서 7위로 들어오고 말았다. 1993년 세계 육상 선수권 대회에서는 12.91초의 세계 기록과 함께 우승하였다. 이 기록은 거의 13년 동안 깨지지 않고 세계 선수권 대회 기록으로 남아있다. 잭슨은 또한 영국 400m 계주 팀이 은메달을 따는 데 도움을 주기도 하였다.
1993년과 1995년 사이에 잭슨은 44개 경주에서 1위를 유지했다. 1994년에는 유럽 선수권과 코먼웰스 게임 타이틀을 거머쥐었고, 60m 허들에서 7.30초의 기록을 세웠다.
1995~96 시즌에 다시 부상을 당하여 1996년 애틀랜타 올림픽에서 4위에 머물렀다. 이듬해 국제 무대로 돌아와 실내 대회와 실외 대회에서 각각 아니에르 가르시아와 앨런 존슨에게 밀려 2위로 들어왔다. 1998년 3회의 유럽 선수권 타이틀을 우승한 후 1999년에는 실내와 실외 대회 우승을 하였다.
2000년 시드니 올림픽에서는 5위를 기록했으며, 그의 마지막 메달은 2002년 유럽 선수권 대회 4연승과 코먼웰스 게임 은메달이었다. 은퇴 후에는 코치과 감독으로 경력을 이어갔고, BBC 등에서 육상 해설가로 활동했다.

## 서훈
- 1990년 대영 제국 훈장 5등급(MBE)[1]
- 2000년 대영 제국 훈장 4등급(OBE)[2]
- 2003년 대영 제국 훈장 3등급(CBE)[3]